# Erioptera uliginosa
Erioptera uliginosa là một loài ruồi trong họ Limoniidae. Chúng phân bố ở miền Tân bắc.